# لي دونغ-هيون
لي دونغ-هيون (الكورية: 이동현) هو لاعب كرة قدم كوري جنوبي في مركز الهجوم، ولد في 19 نوفمبر 1989 في كوريا الجنوبية. لعب مع Ulsan Hyundai Mipo Dockyard FC ‏.

## وصلات خارجية
- لي دونغ-هيون على موقع دوري كوريا الجنوبية (الإنجليزية)
- لي دونغ-هيون على موقع قاعدة بيانات كرة القدم.إي يو (الإنجليزية)